# Schelde-Rijnkanaal
Het Schelde-Rijnkanaal loopt van Antwerpen naar het Volkerak en is onderdeel van de Schelde-Rijnverbinding, de vaarweg tussen Antwerpen en het stroomgebied van de Rijn en de Maas. Het Schelde-Rijnkanaal werd in 1975 geopend. Het heeft twee naast elkaar liggende sluizen (Kreekraksluizen) en is 38 km lang, met een waterdiepte van 6,0 à 6,3 meter (kanaalpeil). Sinds 1986, na het gereedkomen van de Oesterdam, is het kanaal getijdenvrij. Over het kanaal zijn negen vaste bruggen met een doorvaarthoogte van ten minste 9,1 meter.
Het kanaal is te gebruiken voor schepen tot en met CEMT-klasse VIb. De toegelaten maten van vaartuigen op het Belgische gedeelte zijn: maximaal 200 meter lang, 23 meter breed, 4,3 meter diep en 8,8 meter hoog.

## Route
Het kanaal begint in de haven van Antwerpen, meer bepaald aan het Kanaaldok B3, ten westen van het vroegere polderdorp Zandvliet. Net ten zuiden van de grens met Nederland maakt het een scherpe bocht; hier moest het kanaal Oelegem-Zandvliet aansluiten. In Nederland valt het kanaal grotendeels samen met de grens tussen Zeeland en Noord-Brabant. Via de Kreekraksluizen komen schepen in het lager gelegen en zoutige Nederlandse kanaalpand.
Hier geven de Bergse Diepsluis (CEMT-klasse 0), aan het noordelijke einde van de Oesterdam, en de Burgemeester Peterssluis (CEMT-klasse Va) uit op de Oosterschelde respectievelijk Theodorushaven. Het kanaal zelf vervolgt zijn route over de voormalige Eendracht tussen het eiland Tholen en het vasteland. Daarna passeert het Sint-Philipsland en komt het tot slot in het Volkerak uit. Via de Volkeraksluizen en de Dordtsche Kil kunnen schepen verder naar Rotterdam varen, of via de Nieuwe Merwede de Rijn stroomopwaarts.

## Geschiedenis
Al in 1920 eiste de Belgische regering de vervanging van het kanaal door Zuid-Beveland om Antwerpen beter bereikbaar te maken voor de Rijnhandel. Ook vanuit Duitsland was er vraag naar een dergelijk kanaal, omdat de Nederlandse havens dankzij hun monopolie hoge overslagtarieven konden handhaven. Met Nederland werd in 1920 over een kanaal van Antwerpen naar Moerdijk onderhandeld, maar het "Van Karnebeektraktaat" werd in 1927 door de Eerste Kamer verworpen.
Eind 1930 vonden er opnieuw onderhandelingen plaats; hierbij ging Nederland akkoord met een kanaal van Antwerpen naar Willemstad: het Eendrachtkanaal. Vanwege de Tweede Wereldoorlog werd de uitvoering van de plannen uitgesteld. De Commissie-Van Cauwelaert-Steenberghe adviseerde opnieuw een kanaal naar Moerdijk aan te leggen. Intussen wenste Nederland echter dat het kanaal deel zou uitmaken van de Deltawerken, dus meer naar het westen zou liggen.
België, en meer bepaald het Rijncliënteel in de Antwerpse haven, drong aan op een snelle oplossing en ging daarom akkoord met het huidige verloop. Op 13 mei 1963 werd het verdrag voor de aanleg van dit kanaal ondertekend. Een tiental jaren later werd het eindelijk opengesteld. In de laatste fase, in de jaren 1980 werden de Oesterdam en de Markiezaatskade gebouwd en het Volkerak ingedamd, zodat het kanaal niet meer onderhevig was aan de getijden.

## Toekomst
In de toekomst zal deze situatie wellicht veranderen. Er zijn plannen om speciale doorlaatsluizen te bouwen in de Volkerakdam, de Philipsdam, het noordelijke deel van de Grevelingendam én in de Oesterdam. Op deze manier kan het zoete water van de Rijn, de Maas én de Schelde, via het Schelde-Rijnkanaal, zich op meer natuurlijke wijze mengen met het zoute water van de Noordzee, feitelijk de Oosterschelde. Bovendien kan dit waterstelsel ingericht worden als retentiegebied van de Grote Rivieren, waarmee het effect van de klimaatverandering kan worden tegengegaan. Daarnaast zal zo een oplossing bereikt worden voor de chronisch slechte waterkwaliteit van deze wateren. Wat er met de Markiezaatskade zal gebeuren is nog niet bekend. Mogelijk wordt deze opgeruimd, waarna het Markiezaatsmeer ook brak zal worden. Het is ook mogelijk dat de kade in stand zal worden gehouden, waarna het Markiezaatsmeer een zoet retentiegebied zal worden voor de omringende landbouwpolders.

## Bruggen
Voor een overzicht van alle bruggen: